# Chimarra berenike
Chimarra berenike är en nattsländeart som beskrevs av Malicky 1998. Chimarra berenike ingår i släktet Chimarra och familjen stengömmenattsländor. Inga underarter finns listade i Catalogue of Life.